# Ludovico Scarfiotti
Ludovico Scarfiotti (18 de outubro de 1933 — 8 de junho de 1968) foi um automobilista italiano de Fórmula 1.
Na F1 competiu pelas equipes Ferrari, Cooper, Anglo American Racers e sua única vitória foi no GP da Itália de 1966 pilotando a Ferrari #6. 
Scarfiotti venceu as 24 Horas de Le Mans 1963 com Lorenzo Bandini.

## Resultados na Fórmula 1[1]
(Legenda: Corrida em itálico indica volta mais rápida)
| Ano  | Equipe                     | Chassis           | Motor              | 1         | 2        | 3        | 4        | 5   | 6         | 7        | 8        | 9         | 10       | 11  | 12  | Pontos | Posição  |
| ---- | -------------------------- | ----------------- | ------------------ | --------- | -------- | -------- | -------- | --- | --------- | -------- | -------- | --------- | -------- | --- | --- | ------ | -------- |
| 1963 | Scuderia Ferrari SpA SEFAC | Ferrari 156 F1/63 | Ferrari 178 V6     | MON       | BEL      | HOL 6º D | FRA NP D | GBR | GER       | ITA      | USA      | MEX       | RSA      |     |     | 1      | 17º      |
| 1964 | Scuderia Ferrari SpA SEFAC | Ferrari 156 Aero  | Ferrari 178 V6     | MON       | HOL      | BEL      | FRA      | GBR | GER       | AUT      | ITA 9º D | USA       | MEX      |     |     | 0      | NC (25º) |
| 1965 | Scuderia Ferrari SpA SEFAC | Ferrari 1512      | Ferrari 207 F12    | RSA       | MON      | BEL      | FRA      | GBR | HOL       | GER      | ITA      | USA       | MEX NP D |     |     | 0      | NC (41º) |
| 1966 | Scuderia Ferrari SpA SEFAC | Ferrari 246       | Ferrari 228 V6     | MON       | BEL      | FRA      | GBR      | HOL | GER Ret F |          | USA      | MEX       |          |     |     | 9      | 10º      |
| 1966 | Scuderia Ferrari SpA SEFAC | Ferrari 312       | Ferrari 218 V12    | MON       | BEL      | FRA      | GBR      | HOL |           | ITA 1º F | USA      | MEX       |          |     |     | 9      | 10º      |
| 1967 | Scuderia Ferrari SpA SEFAC | Ferrari 312/67    | Ferrari 242 V12    | RSA       | MON      | HOL 6º F | BEL NC F | FRA | GBR       | GER      | CAN      |           | USA      | MEX |     | 1      | 20º      |
| 1967 | Anglo American Racers      | Eagle T1G         | Weslake 58 V12     | RSA       | MON      |          |          | FRA | GBR       | GER      | CAN      | ITA Ret G | USA      | MEX |     | 1      | 20º      |
| 1968 | Cooper Car Company         | Cooper T86        | Maserati 10/F1 V12 | RSA Ret F |          |          | BEL      | HOL | FRA       | GBR      | GER      | ITA       | CAN      | USA | MEX | 6      | 16º      |
| 1968 | Cooper Car Company         | Cooper T86B       | BRM P101 V12       |           | ESP 4º F | MON 4º F | BEL      | HOL | FRA       | GBR      | GER      | ITA       | CAN      | USA | MEX | 6      | 16º      |

### 24 Horas de Le Mans[2][3]
| Ano  | Classe | N# | Equipe               | Co-Pilotos         | Chassis               | Motor             | Pneus | Largada | Final   | Clas. Pos | Voltas |
| ---- | ------ | -- | -------------------- | ------------------ | --------------------- | ----------------- | ----- | ------- | ------- | --------- | ------ |
| 1960 | S 3.0  | 12 | Scuderia Ferrari SpA | Pedro Rodríguez    | Ferrari 250 TRI/60    | Ferrari 3.0L V12  | D     |         | DNF 54º | 10º       | 22     |
| 1961 | S 3.0  | 9  | Scuderia Serenissima | Nino Vaccarella    | Maserati Tipo 63      | Maserati 3.0L V12 | D     | 9º      | DNF 48º | 8º        | 53     |
| 1962 | E 3.0  | 27 | SEFAC Ferrari        | Giancarlo Baghetti | Ferrari Dino 268SP    | Ferrari 2.6L V8   | D     | 9º      | DNF 19º | 2º        | 230    |
| 1963 | P 3.0  | 21 | SpA Ferrari SEFAC    | Lorenzo Bandini    | Ferrari 250P          | Ferrari 3.0L V12  | D     | 2º      | 1º      | 1º        | 339    |
| 1964 | P 5.0  | 21 | SpA Ferrari SEFAC    | Mike Parkes        | Ferrari 275P          | Ferrari 3.3L V12  | D     | 6º      | DNF 42º | 7º        | 71     |
| 1965 | P 5.0  | 19 | SpA Ferrari SEFAC    | John Surtees       | Ferrari 330 P2 Spyder | Ferrari 4.0L V12  | D     | 2º      | DNF 17º | 6º        | 225    |
| 1966 | P 5.0  | 20 | SpA Ferrari SEFAC    | Mike Parkes        | Ferrari 330 P3        | Ferrari 4.0L V12  | F     | 7º      | DNF 31º | 5º        | 123    |
| 1967 | P 5.0  | 21 | SpA Ferrari SEFAC    | Mike Parkes        | Ferrari 330 P4        | Ferrari 4.0L V12  | F     | 7º      | 2º      | 1º        | 384    |